# Bengkak
Bengkak is een bestuurslaag in het regentschap Banyuwangi van de provincie Oost-Java, Indonesië. Bengkak telt 6572 inwoners (volkstelling 2010).